# ایشپوئینی
ایشپوئینی بعد از تحولاتی که در اورارتو به وجود آمده‌بود اولین کسی بود که به حکومت رسید و پس از وی منوآ جانشین او شد که در زمان منوآ نبرد شدیدی با آشوریان شکل گرفت ایشپوئینی در دوران پادشاهی‌اش در مقابله با حاکمان نینوا به موفقیت رسیده‌بود و اورارتوییان به سرزمین ماننا حملاتی کرده‌بودند.
پادشاهی اورارتو در اطراف دریاچهٔ وان قرار داشت و رقیب آشور بود و به طرف جنوب شروع پیشروی کرده‌بود. ایشپوئینی، پادشاه اورارتو سرزمین بین دریاچه‌های وان و ارومیه را گرفت و به همین دلیل «موناریس» ژنرال آشوری به ارومیه فرستاده شد تا به مقابله با پیشروی ایشپوئینی بپردازد و شارسینا رهبر محلی را تقویت کند. اورارتو خطری جدی برای آشور بود و پادشاهان اورارتو یعنی ایشپوئینی و مینوآ توانسته بودند وساییر و سرچشمه‌های زاب بزرگ را که به‌طور مستقیم مرکز آشور را مورد تهدید قرار می‌داد بگیرند و به سرزمین ماننا نیروی جدیدی بفرستند و ایشپوئینی پادشاه اورارتو و شارسینا حریفان عمدهٔ آشوریان بودند.

## تصرف گیلزان
سرزمین گیلزان در الواح ایشپوئینی یاد نشده ولی از این عصر به بعد گیلزایی در منابع آشوری دیده نمی‌شود. انضمام این ناحیه به اورارتو از آنجا نیز پیداست که اورارتوییان در آن زمان موصاصیر را که با آن ناحیه مجاور بود متصرف بودند و از آغاز حکومت مینوآ پسر ایشپوئینی اورارتوییان بارها به جنوب دریاچه ارومیه لشکرکشی کردند. اگر اصطلاح دریای برآمدن خورشید را که در الواح شامشی آداد پنجم آمده مربوط به دریاچهٔ ارومیه بدانیم، چون از مسکونهٔ «اوشپینا» نیز در کنار آن یاد شده. این خود دلیل دیگری بر متصرفات ایشپوئینی در اراضی دریاچه ارومیه می‌باشد.

## دریای برآمدن خورشید
حریفان عمدهٔ شامشی آداد پنجم، «شارسینا» و «ایشپوئینی» پادشاهان اورارتو بودند. در لوح شامشی آداد پنجم مذکور است که سردار مورتارّیس - آشور به «دریای برآمدن خورشید» رسید. معلوم نیست که منظور دریاچه ارومیه است یا دریای کاسپین. ولی احتمال اخیر به صواب نزدیک تر است.
در این مورد باید گفت که آشوریان دریای کاسپین را با دریای سیاه و دریای مدیترانه مربوط ولی از خلیج فارس مجزا می‌دانستند. این نظر دربارهٔ دریای کاسپین در عهد نفوذ فرهنگ و تمدن یونان (هلنیسم) نیز رواج داشت و حال آنکه حتی هرودوت در گذشته از نادرستی آن مطلع بوده است.
شرح تصرف شهر موصاصیر توسط ایشپوئینی در سنگ‌نوشته کیله‌شین که در عراق و در نزدیکی مرز ایران قرار دارد آمده است.